# Верхнетойденское сельское поселение
Верхнетойденское сельское поселение — муниципальное образование Аннинского района Воронежской области России.
Административный центр — село Верхняя Тойда.

## Административное деление
Состав поселения:
- село Верхняя Тойда,
- поселок Дмитровский,
- село Левашовка,
- хутор Фоминовка.

## Население
| 2000 | 2005  | 2010  | 2012  | 2013  | 2014  | 2015  | 2016  | 2017  |
| ---- | ----- | ----- | ----- | ----- | ----- | ----- | ----- | ----- |
| 1554 | ↘1402 | ↘1152 | ↘1117 | ↘1070 | ↘1038 | ↗1039 | ↘1032 | ↘1012 |
| 2018 | 2019  | 2020  | 2021  |       |       |       |       |       |
| ↘979 | ↘952  | ↘928  | ↗1105 |       |       |       |       |       |